# Çengiz Karaça
Çengiz Karaça (* 1. Oktober 1974) ist ein deutscher Karambolagespieler.

## Karriere
Karaça wuchs in einem türkeistämmigen Elternhaus auf. Karaças Hauptdisziplin ist das Dreibandspiel, vorher hat er Cadre gespielt. Mit 20 Jahren belegte Karaça 1994 bei der Dreiband-Europameisterschaft der Junioren den vierten Platz, ein Jahr später wurde er deutscher Juniorenmeister im Dreiband, 1996 in der Freien Partie und im gleichen Jahr noch im Cadre 47/2. Er spielte lange Jahre für die Billard Akademie Berlin (BAB), einst vom Weltmeister Dieter Müller gegründet und auch Heimverein der Deutschtürkin Gülşen Degener. Mit ihm war er vier Mal Berliner Meister im Dreiband. In der 2. Bundesliga spielte er für den Verein BG Bottrop und war mit ihm 2009 deutscher Vizemeister. Bereits 2008 konnte sich Çengiz Karaça eine Bronzemedaille bei der Deutschen Dreiband-Meisterschaft in Bad Wildungen erkämpfen, bevor er dann 2018 erstmals Deutscher Meister wurde. Im Finale stand er seinem Vereinskameraden Hakan Çelik gegenüber und es sah bei seiner 26:9-Führung danach aus, als wäre die Partie schon gewonnen, aber Çelik kämpfte sich nach vorne und mit einer 10er-Serie fand er wieder Anschluss ans Spiel und konnte später das Match sogar als erster beenden. Karaça glich im Nachstoß aus und so ging es ins Penaltyschießen, dass Karaça dann nach einem verpassten zweiten Ball von Çelik mit 2:1 für sich entschied. Am 19. Februar 2022 gewann er, gemeinsam mit Ronny Lindemann, die Silbermedaille bei der Dreiband-Europameisterschaft für Nationalmannschaften 2022 in Ankara. Im Finale mussten sie sich der schwedischen Mannschaft (Torbjörn Blomdahl/Michael Nilsson) mit 2:0 geschlagen geben, nachdem sie zuvor im Viertelfinale zunächst Belgien 1 (Eddy Merckx/Peter Ceulemans) und dann im Halbfinale Spanien 1 (Daniel Sánchez/Rubén Legazpi) geschlagen hatten.

## Erfolge
- Dreiband-Europameisterschaft für Nationalmannschaften:  2022
- Deutsche Dreiband-Meisterschaft:  2018  2021, 2023  2008, 2019, 2022
- German Grand Prix:  2018  2018/2, 2018/3  2018/1

Quellen: 